# Браян Окампо
Браян Окампо (ісп. Brian Ocampo, нар. 25 червня 1999, Флорида) — уругвайський футболіст, нападник іспанського клубу «Кадіс».
Виступав за національну збірну Уругваю.

## Клубна кар'єра
Народився 25 червня 1999 року в місті Флорида. Вихованець футбольної школи клубу «Насьйональ». Дорослу футбольну кар'єру розпочав 2018 року в основній команді того ж клубу, в якій провів чотири сезони, взявши участь у 96 матчах чемпіонату.  Більшість часу, проведеного у складі «Насьйоналя», був основним гравцем атакувальної ланки команди.
2022 року за орієнтовні 2 мільйони євро перейшов до іспанського «Кадіса».

## Виступи за збірну
Влітку 2021 року, не маючи досвіду виступів за національну збірну Уругваю, був включений до її заявки для участі в розіграші Кубка Америки в Бразилії. Дебютував за національну команду, вийшовши на заміну у грі групового етапу цього турніру. Згодом був у заявці збірної на Кубок Америки 2024 року у США, на якому команда здобула бронзові нагороди, але сам гравець на поле не виходив.
| Дата      | Місто            | Господарі | Результат | Гості   | Турнір                       | Голи | Примітки |
| --------- | ---------------- | --------- | --------- | ------- | ---------------------------- | ---- | -------- |
| 18-6-2021 | Бразилія (місто) | Аргентина | 1 – 0     | Уругвай | Копа Америка 2021 - 1-й етап | -    | 65' 90'  |
| Усього    |                  | Матчів    | 1         |         | Голів                        | 0    |          |